# Calophasia lunula
Calophasia lunula là một loài bướm đêm. Nó được sử dụng như một loài kiểm soát sinh vật chống lại yellow toadflax (Linaria vulgaris) và Dalmatian toadflax (Linaria genistifolia ssp. dalmatica) ở khu vực Bắc Mỹ.

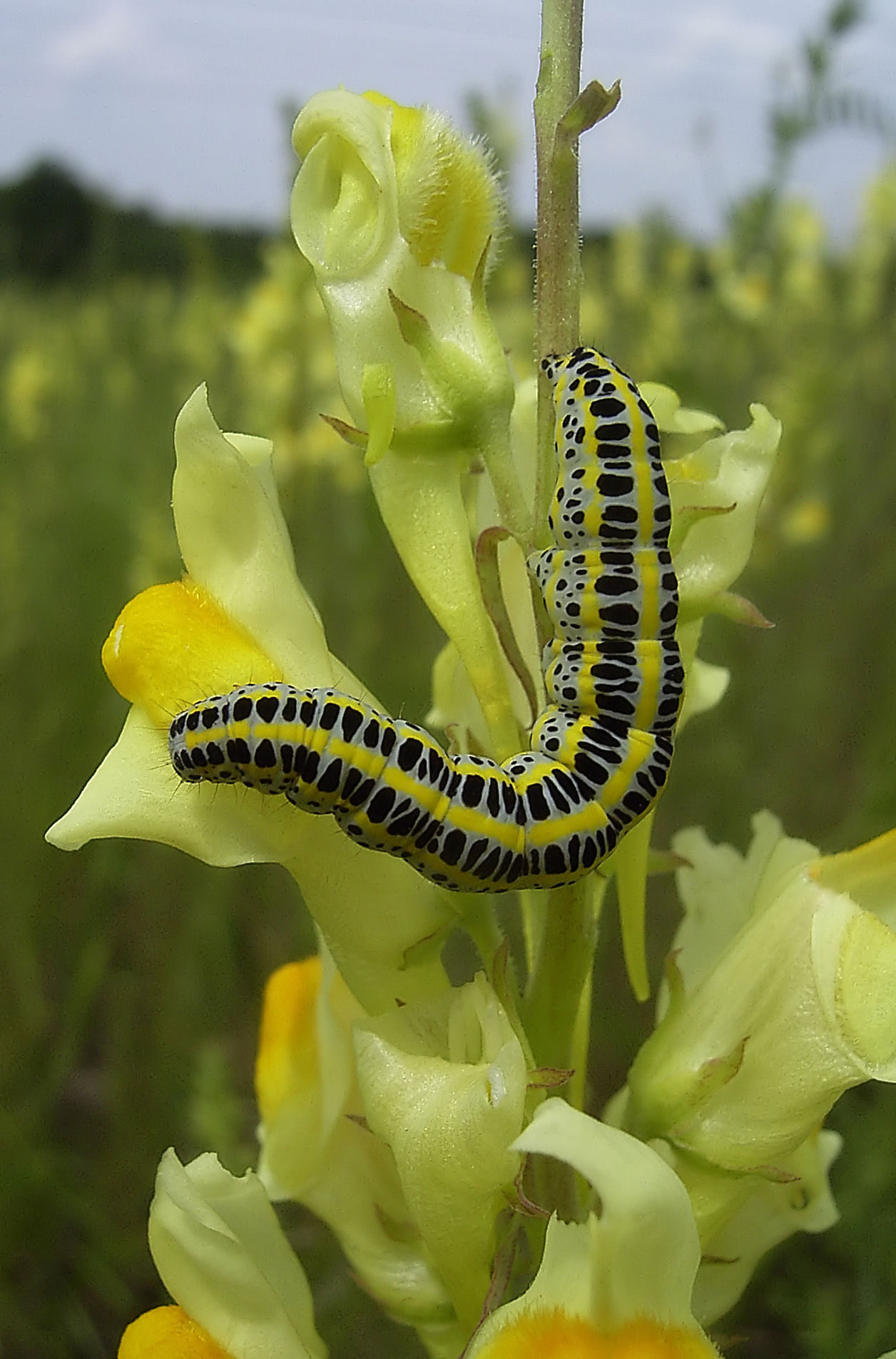
Sâu bướm

Con trưởng thành có màu xám có lông và dài 12 mm.

## Hình ảnh

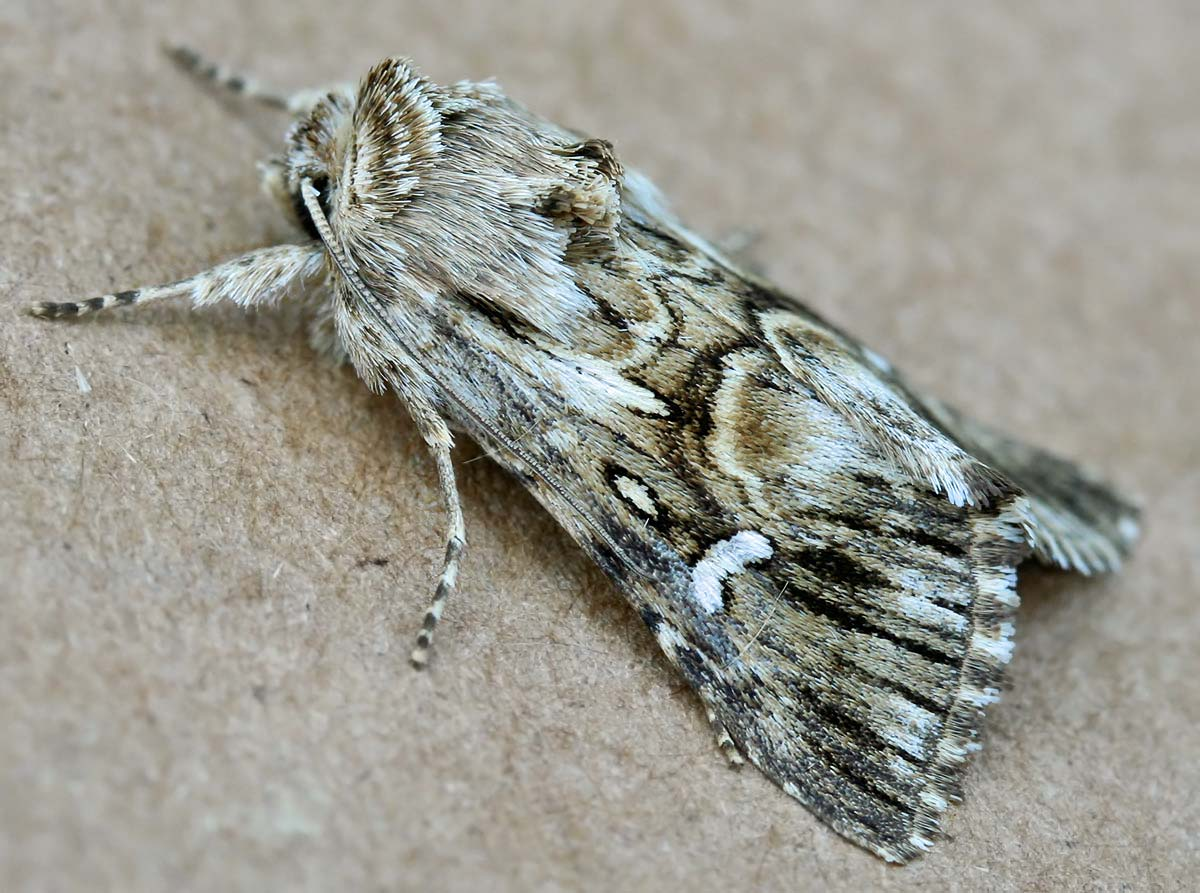
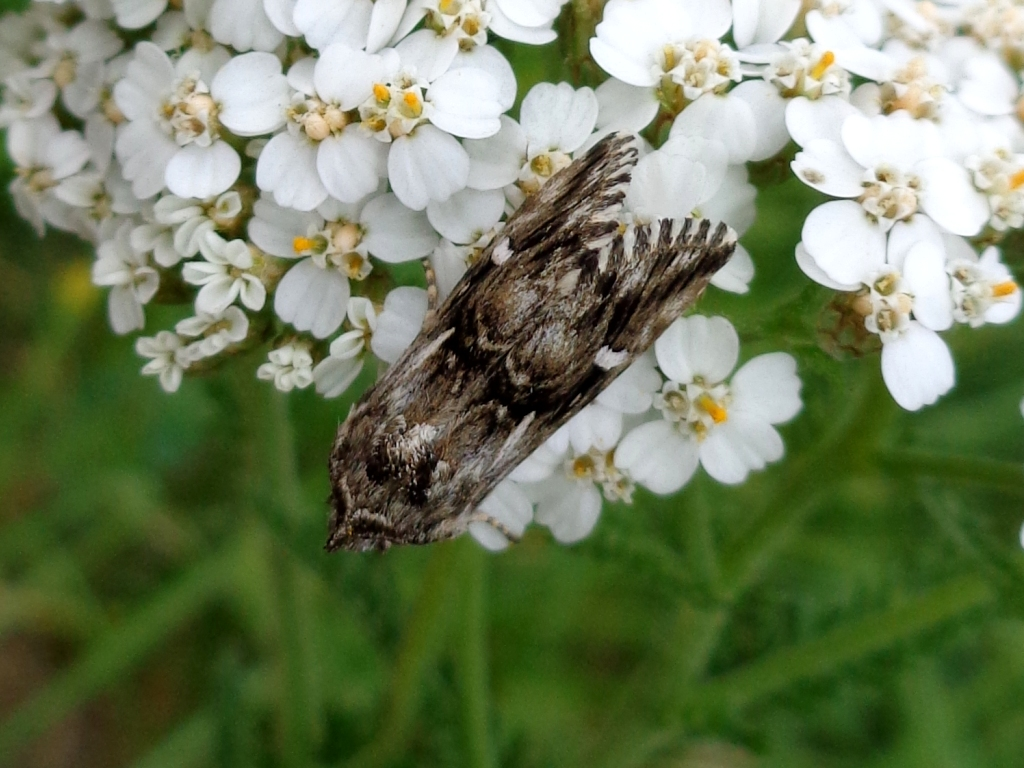
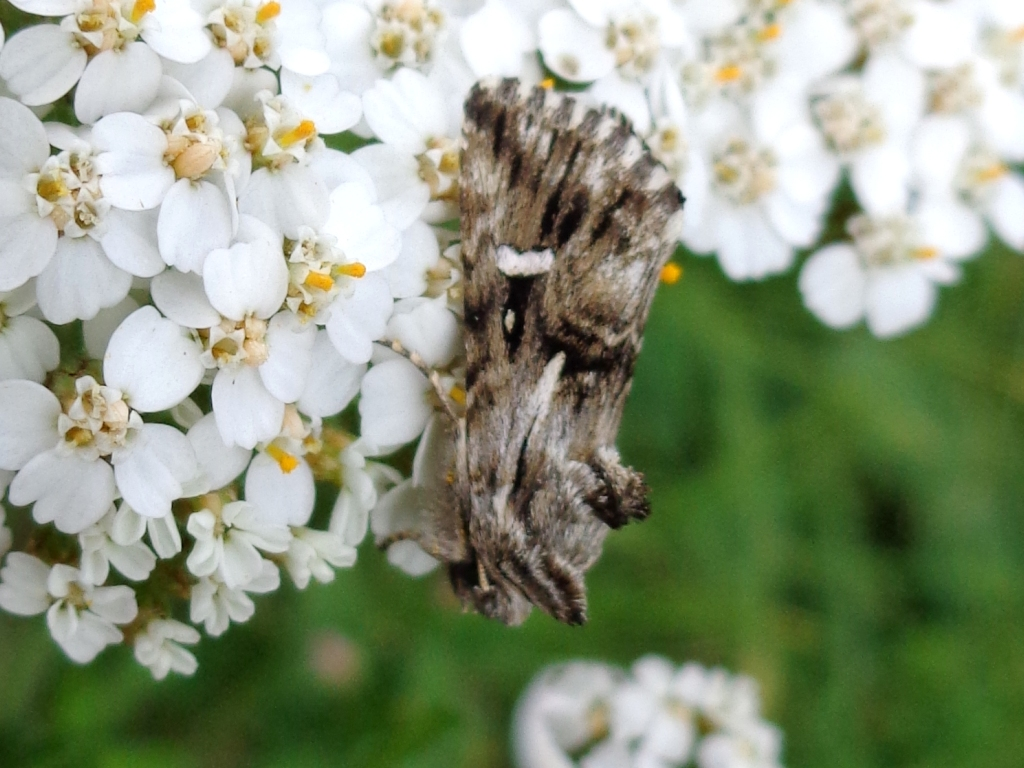
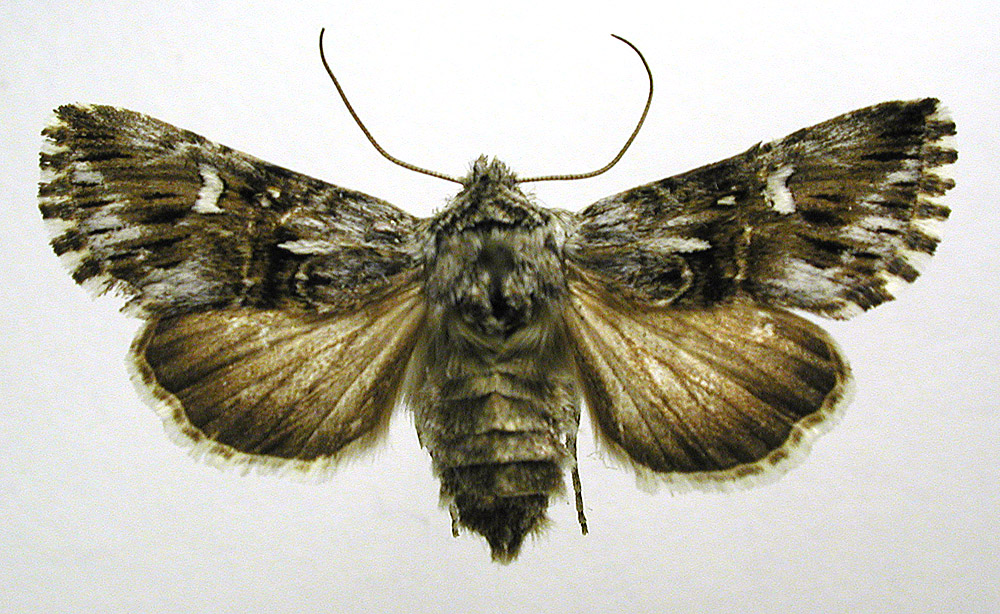